# Sri Lanka Matha
Sri Lanka Matha (moder Sri Lanka) är Sri Lankas nationalsång. Den är ursprungligen skriven på singalesiska, då under namnet Namo Namo Matha, och blev antagen som nationalsång den 22 november 1951.  Både text och musik är skapad av Ananda Samarakoon.

## Singalesiskversion
Sri Lanka Matha, apa Sri Lanka, Namo Namo Namo Namo Matha. 
Sundara siri barini, Surendi athi Sobamana Lanka 
Dhanya dhanaya neka mal pala thuru piri, Jaya bhoomiya ramya. 
Apa hata sapa siri setha sadana, jeevanaye Matha! 
Piliganu mena apa bhakti pooja, Namo Namo Matha. 
Apa Sri Lanka, Namo Namo Namo Namo Matha, 
apa Sri Lanka, Namo Namo Namo Namo Matha. 
Obave apa vidya, Obamaya apa sathya Obave apa shakti, Apa hada thula bhakti 
Oba apa aloke, Aapage anuprane oba apa jeevana ve, Apa muktiya obave Nava jeevana demine 
Nnithina apa Pubudu karan matha Gnana veerya vadavamina ragena yanu mena jaya bhoomi kara 
Eka mavekuge daru kala bavina yamu yamu wee nopama Prema vada sama bheda durara da Namo Namo Matha 
Apa Sri Lanka, Namo Namo Namo Namo Matha. 
Apa Sri Lanka, Namo Namo Namo Namo Matha! 

## Tamilskversion
Srii langkA thAyE - wam Srii langkA 
wamO wamO wamO wamO thAyE 
wallezil poli sIraNi walangkaL yAvum niRai vAnmaNi langkA 
njAlam pukaz vaLa vayal wathi malai malar waRunjsOlai koL langkA 
wamathuRu pukalitam ena oLirvAy wamathuthi El thAyE 
wamathalai ninathati mEl vaiththOmE 
wamathuyirE thAyE - wam Srii langkA 
wamO wamO wamO wamO thAyE 
wamathAraruL AnAy wavai thavir uNarvAnAy wamathOr valiyAnAy wavil suthanthiram AnAy wamathiLamaiyai wattE 
waku mati thanaiyOttE 
amaivuRum aRivutanE 
atalseRi thuNivaruLE - wam Srii langkA 
wamO wamO wamO wamO thAyE 
wamathOr oLi vaLamE 
waRiya malar ena nilavum thAyE 
yAmellAm oru karuNai anaipayantha ezilkoL sEykaL enavE 
iyaluRu piLavukaL thamai aRavE 
izivena nIkkituvOm Iza sirOmaNi vAzvuRu pUmaNi wamO wamO thAyE - wam Srii langkA 
wamO wamO wamO wamO thAyE 

## Engelskversion
Mother Lanka we worship Thee! 
Plenteous in prosperity, Thou, Beauteous in grace and love, 
Laden with corn and luscious fruit And fragrant flowers of radiant hue, 
Giver of life and all good things, Our land of joy and victory, 
Receive our grateful praise sublime, Lanka! we worship Thee. 
Thou gavest us Knowledge and Truth, Thou art our strength and inward faith, 
Our light divine and sentient being, Breath of life and liberation. 
Grant us, bondage free, inspiration. 
Inspire us for ever. 
In wisdom and strength renewed, Ill-will, hatred, strife all ended, 
In love enfolded, a mighty nation Marching onward, all as one, 
Lead us, Mother, to fullest freedom.